# 李安宅
李安宅（1900年—1985年），字仁斋，笔名任责，男，直隶迁安人，中國人类学家、社会学家。中國人类学“华西学派”的核心人物。

## 生平
1900年出生于河北省迁安县（今迁西县）。1938年，他应顾颉刚的邀請到安多地区最大的寺庙——拉卜楞寺进行藏族社会调查，經過三年调查，寫成《拉卜楞寺调查报告》。1943年，他在德格王國進行短期研究。這是康區最早的人類學研究工作之一。

## 著作
擔任燕京大学於1938年至1950年間發行的《燕京社会学界》（The Yenching Journal of Social Studies，1938-1950）主編。
中文著作有《巫術與語言》、《藏族宗教史之实地研究》、《社会学论集：李安宅社会学遗著选》等。《巫术的分析》一書第一卷是他同名的文章，第二卷是他翻譯神話學家詹姆斯·弗雷澤的《交感巫術的心理學》，第三卷是他翻譯人類學家布朗尼斯勞·馬凌諾斯基的《巫術、科學、宗教與神話》。
英文著作有Labrang: A Study in the Field、History of Tibetan Religion: A Study in the Field